# ダイゼン (スーパーマーケット)
株式会社ダイゼンは、北海道上川郡鷹栖町に本社（登記上の本店は旭川市）を置き、スーパーマーケットを展開する企業。
小型スーパーのDZマートを展開している。

## 概要

### 前史
現社長の父、柴田恵治が河西郡芽室町で家業の酒屋、柴田商店を継いだが、高度成長期で人口も減少してきたため、家業を畳んで帯広市内に移り住み、帯広フードセンター（現ダイイチ）に転職。1965年にダイイチが旭川に進出することになり、旭川店の店長として転勤、家族を連れて旭川に引越した。その後ふじスーパーに移籍し、専務に就任した。
株式会社ダイゼン
1974年5月に独立し、旭川市流通団地に株式会社大善を設立し、食品問屋を開業。1984年5月、卸売業から小売業に転換を図り、生鮮3品を含む、酒類、食品のディスカウントストアを開設、先駆的店舗として高い成果を上げる。
1995年7月、酒のディスカウントチェーン展開を目指し、DAIZEN神居店を開店。2001年12月株式会社ダイゼンに社名変更。
2002年3月、酒のディスカウントから業態を変更する為、 実験店としてダバス ツインハープ店 （バラエティストア）をオープン。
2006年11月、本社事務所を鷹栖町に移転。
ドイツのアルディやリドルが小型スーパーを世界的に展開していること、国内では、大阪のサンディや東京のビッグ・エーが小型店を200店舗近く展開していることを知り、何度も店舗を見学し、2010年4月に春光5条店をDZマートに切り替え、2010年6月から既存店を転換していった。
2017年4月には、自動発注システムを導入。一部の生鮮品以外は全て単品管理をし、在庫が減った分だけ夜間に自動的に発注するもの。
2021年、美瑛店、上富良野店をリニューアルし、商品陳列にジャンブルバスケットを導入、商品補充の手間を省けるようにして1店舗2人体制で運営できるようにした。これにより過剰在庫も減り、粗利も上がった。
2023年9月期に5店舗、2024年9月期に10店舗近くの出店を計画し、これまで年間2〜3店舗の出店だったが、高速出店に踏み切る。店舗はリースバック方式により、初期コストを抑えて早期に軌道に乗せる。札幌圏を含めて全道への展開や製造小売り業態の導入も視野に入れていくとした。
ローコストオペレーションを徹底し、電話対応を本部に集約するなど店舗作業を4分の1に減らし、店員2人で営業している。売り場面積を1000平方メートル以下に抑え、商品数は一般的なスーパーの半分程度。精肉コーナーには北海道ではあまり食べない牛肉を置かず、飲料は常温で販売するなど、他店とのすみ分けを図り、安さに加え、短時間で買い物できる店舗を目指している。

## 沿革
- 1974年5月 - 旭川市流通団地において、 株式会社大善を設立、食品問屋を開業。
- 1984年5月 - 同地において卸売業から小売業に転換を図り、生鮮3品を含む、酒類、食品のディスカウントストアを開設、先駆的店舗として高い成果を上げる。
- 1995年7月 - 酒のディスカウントチェーン展開を目指し、DAIZEN神居店オープン
- 1996年
  - 7月 - 2号店として春光店オープン
  - 11月 - 3号店として神楽岡店オープン
- 1997年
  - 5月 - 菓子類専門店としておかしワールド店オープン
  - 12月 - 4号店として豊岡店オープン
- 1998年7月 - 5号店として富良野店オープン
- 1999年
  - 9月 - 6号店として名寄店オープン
  - 1月 - 海外製品開発スタート
- 2001年12月 - 株式会社ダイゼンに社名変更
- 2002年3月 - 酒のディスカウントから業態を変更する為、 実験店としてダバス ツインハープ店（バラエティストア）をオープン。
- 2005年1月 - ダバス末広店オープン
- 2006年
  - 7月 - ダバス羽幌店オープン
  - 11月 - 本社事務所を鷹栖町に移転
- 2007年6月 - ダバス近文店をオープン
- 2010年
  - 4月 - バラエティストアから業態を変更する為、「DZマート春光5条店」（生活便利店）をオープン
  - 6月 - 既存店を新業態の店舗（DZマート）へ 順次改装
- 2012年4月 - DZマート遠軽店オープン
- 2013年1月 - DZマート枝幸店オープン
- 2014年4月 - DZマート斜里店オープン
- 2016年6月 - DZマート紋別店オープン
- 2017年
  - 9月 - DZマート永山7条店オープン
  - 4月 - 自動発注システム開始
  - 8月 - セミセルフレジの導入
  - 12月 - DZマート東光8条店オープン
- 2018年
  - 3月 - 物流センターを移管
  - 6月 - 旭川市内毎日納品スタート
- 2019年8月 - DZマート美幌店オープン
- 2020年
  - 7月 - DZマート紋別緑町店オープン
  - 9月 - DZマート美瑛店オープン
  - 1月 - 社内報ラベンダー創刊号　発行
  - 11月 - DZマート上富良野店オープン
- 2021年7月 - DZマート芦別店オープン
- 2022年
  - 7月 - DZマート豊岡6条店オープン
  - 12月 - DZマート士別店オープン
- 2023年
  - 6月 - DZマート留萌沖見店オープン
  - 7月 - DZマート滝川朝日町店、DZマート北見とん田店オープン
  - 8月 - DZマート深川北光店オープン
  - 1月 - DZマート滝川新町店、旭川4条西店オープン
- 2024年4月26日 - DZマート岩見沢大和店オープン[10]。

## 店舗

### 旭川エリア
- 神居店 - 旭川市神居3条7丁目1-5[11]

- 春光店 - 旭川市春光1条9丁目7-8[12]
- 神楽岡店 - 旭川市神楽岡5条7丁目3-3298[13]
- 動物園通り店 - 旭川市東旭川南1条2丁目2-13[14]
- 末広店 - 旭川市末広1条9丁目1-35[15]
- 近文店 - 旭川市錦町19丁目2167-11[16]
- 春光5条店 - 旭川市春光5条4丁目6-14[17]
- 永山7条店 - 旭川市永山7条6丁目2-2[18]
- 東光8条店 - 旭川市東光8条1丁目3-5[19]
- 豊岡6条店 - 旭川市豊岡6条7丁目1-4[20]
- 旭川4条西店 - 旭川市4条西3丁目1-20[21]

### 道北エリア
- 名寄店 - 名寄市字徳田88-3[22]
- 羽幌店 - 苫前郡羽幌町栄町93-1[23]
- 枝幸店 - 枝幸郡枝幸町新栄町476-1[24]
- 富良野店 - 富良野市緑町1-18[25]
- 美瑛店 - 上川郡美瑛町北町2丁目6-13[26]
- 上富良野店 - 空知郡上富良野町本町3丁目4-3[27]
- 士別店 - 士別市東5条7丁目20-13[28]
- 留萌沖見店 - 留萌市沖見町2丁目4[29]
移転したサツドラ留萌店跡に2023年6月16日オープン[30][31]。

### 道東エリア
- 斜里店 - 斜里郡斜里町青葉町28-10[32]
- 紋別落石店 - 紋別市落石町3丁目38-10[33]
- 遠軽店 - 紋別郡遠軽町大通北4丁目2-8[34]
- 美幌店 - 網走郡美幌町字稲美89-74[35]
- 紋別緑町店 - 北海道紋別市緑町4丁目15-22[36]
- 北見とん田店 - 北見市とん田東町484-12[37]

### 空知エリア
- 芦別店 - 北海道芦別市北4条東1丁目9-６[38]
- 滝川朝日町店 - 滝川市朝日町東3丁目2-9[39]
- 深川北光店 - 深川市北光町２丁目7-9[40]
- 滝川新町店 - 滝川市新町3丁目10-31[41]
- 岩見沢大和店 - 北海道岩見沢市大和2条8丁目1-3[42]
- 岩見沢5条店 - 北海道岩見沢市5条東6丁目3-38[43]
2024年に自己破産したケヒコが運営していた業務スーパー岩見沢店跡に、2024年4月25日オープン[44][45]。